# With Love, Cher
With Love, Cher är ett musikalbum från 1967 med Cher.

## Låtlista
1. "You Better Sit Down Kids" (Sonny Bono) - 3:45
2. "But I Can't Love You More" (Sonny Bono) - 3:41
3. "Hey Joe" (Billy Roberts) - 3:28
4. "Mama (When My Dollies Have Babies)" (Sonny Bono) - 3:29
5. "Behind the Door" (Graham Gouldman) - 3:43
6. "Sing for Your Supper" (Lorenz Hart, Richard Rodgers) - 2:37
7. "Look at Me" (Keith Allison) - 3:15
8. "There But for Fortune" (Phil Ochs) - 3:28
9. "I Will Wait for You" (Norman Gimbel, Michel Legrand) - 3:18
10. "The Times They Are a-Changin'" (Bob Dylan) - 3:11